# Helena van Mecklenburg-Schwerin

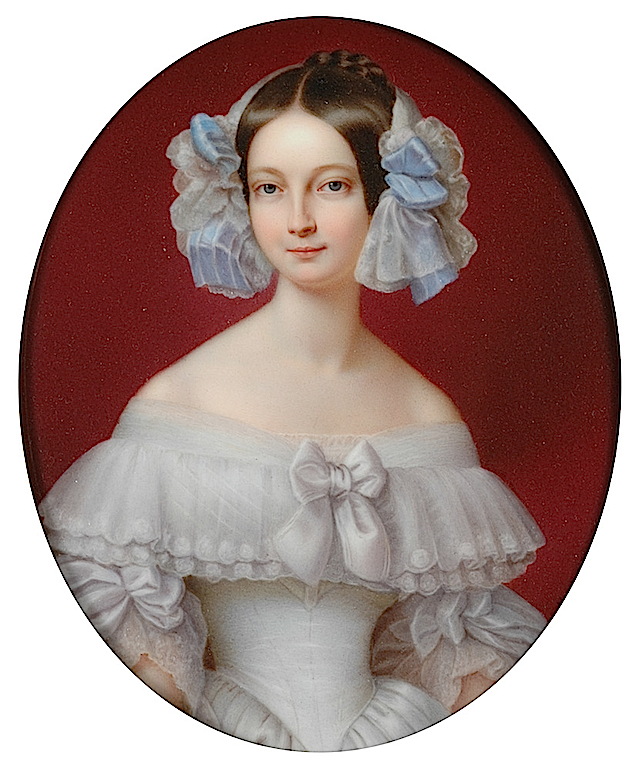
Portret van Helena van Mecklenburg-Schwerin door Franz Xaver Winterhalter, 1842.

Helena Louise Elisabeth van Mecklenburg-Schwerin (Ludwigslust, 24 januari 1814 - Richmond upon Thames, 17 mei 1858) was van 1837 tot 1842 kroonprinses van Frankrijk. Ze behoorde tot het huis Mecklenburg.

## Levensloop
Helena was de enige dochter van erfgroothertog Frederik Lodewijk van Mecklenburg-Schwerin uit diens tweede huwelijk met Caroline, dochter van groothertog Karel August van Saksen-Weimar-Eisenach. Op vijfjarige leeftijd was Helena al wees: haar moeder stierf in 1816, haar vader in 1819. Helena en haar andere broers en zussen werd voortaan opgevoed door haar grootvader Frederik Frans I van Mecklenburg-Schwerin.
Op 30 mei 1837 huwde ze in het Kasteel van Fontainebleau met hertog Ferdinand Filips van Orléans (1810-1842), als oudste zoon van koning Lodewijk Filips tevens kroonprins van Frankrijk. Normaal gezien had het huwelijk in de Notre-Dame van Parijs moeten plaatsvinden, maar aartsbisschop Hyacinthe-Louis de Quélen weigerde wegens het religieuze verschil tussen bruid en bruidegom. Helena werd gekozen als bruid omdat de Franse koninklijke familie op die manier een alliantie met haar neef Frederik Willem III van Pruisen hoopte te vormen, hoewel ze protestants was en zeer liberale overtuigingen had. Ze ging tegen de zin van haar familie in op het huwelijksaanzoek, aangezien ze ambitieus was en koningin wilde worden. Haar huwelijk met Ferdinand Filips was gelukkig en Helena maakte zich populair bij de Franse bevolking door de introductie van de Duitse kerstboom in het land.
Helena en Ferdinand Filips kregen op korte tijd twee zonen: Louis Philippe (1838-1894), graaf van Parijs en Frans troonpretendent, en Robert (1840-1910), hertog van Chartres en militair in het Franse leger.
Op 13 juli 1842 werd Helena onverwachts weduwe: haar echtgenoot overleed aan de gevolgen van de verwondingen die hij had opgelopen toen de paarden van zijn koets op hol sloegen en hij uit het voertuig sprong. Haar vierjarig zoontje Louis Philippe werd nu de nieuwe kroonprins van Frankrijk. Hierdoor ontstond er een discussie binnen het huis Orléans: als haar schoonvader zou overlijden en Louis Philippe was nog minderjarig, zou er immers een regentenraad moeten geïnstalleerd worden. Helena en haar schoonbroer Lodewijk van Nemours streden om het regentschap, dat door verdere ontwikkelingen nooit nodig zou zijn. Na de Februarirevolutie van 1848 trad haar schoonvader namelijk af als koning van Frankrijk. Helena probeerde de afschaffing van de monarchie te voorkomen door met haar twee zonen naar het parlement te trekken, waar ze de rechten van haar oudste zoon op de Franse troon verdedigde en vroeg om als regentes geïnstalleerd te worden zolang Louis Philippe minderjarig was. De parlementsleden gingen hier echter niet op in en riepen de Tweede Franse Republiek uit.
Na het einde van de monarchie trok Helena met haar zonen naar Eisenach, waar ze in 1851 het ereburgerschap kreeg. Ze was heel geliefd in de stad: ze zette zich op verschillende manieren in voor de armen, bekommerde zich om de renovatie en herinrichting van het historische fort en engageerde zich voor de linnenwevers in Thüringen. Ook in het buitenland bleef Helena de rechten van haar zonen op de Franse troon verdedigen, terwijl de royalisten in eigen land meer en meer sympathiseerden met graaf Henri van Chambord, de legitimistische troonpretendent van Frankrijk. Daarnaast ging ze geregeld haar vroegere schoonfamilie bezoeken, die sinds het einde van de monarchie in het Britse Richmond upon Thames leefde.
In mei 1858 stierf Helena in Richmond upon Thames, als gevolg van een verwaarloosde griep. Ze werd eerst bijgezet in Weybridge, waarna haar lijkkist in 1876 werd overgebracht naar de Koninklijke Kapel van Dreux.